# Дойл, Чарльз Олтемонт
Чарльз Олтемонт (Алтамонт) Дойл (англ. Charles Altamont Doyle, 25 марта 1832 — 10 октября 1893) — художник викторианской эпохи, отец знаменитого писателя Артура Конан Дойла. Его отец, Джон Дойл, и братья Джеймс, Ричард и Генри также были художниками.

## Биография
Чарльз Олтемонт Дойл родился в Англии, в семье ирландского художника Джона Дойла. В 1849 году он переехал в Эдинбург, где устроился в Государственную Промышленную Палату. Там он познакомился с Мэри Фоли (1837—1920), дочерью Уильяма Фоли (1804—1841). Когда Фоли умер в Клонмеле, Мэри вернулась в родной Килкенни. Вследствие ирландского картофельного голода или же из-за проблем в семье остаться в Ирландии она не смогла, бросила школу и продала своё имущество в Килкенни, после чего переехала в Эдинбург. Там она создала институт воспитания британских и иностранных гувернанток в семьях и школах. Чарльз и Мэри поженились 31 июля 1855. У них на свет появилось несколько детей, включая Артура Конан Дойла, создателя Шерлока Холмса, Джона Фрэнсиса Иннеса Hay Дойла и Джейн Аделаиду Роуз Фоли, урожденную Дойл.

## Карьера

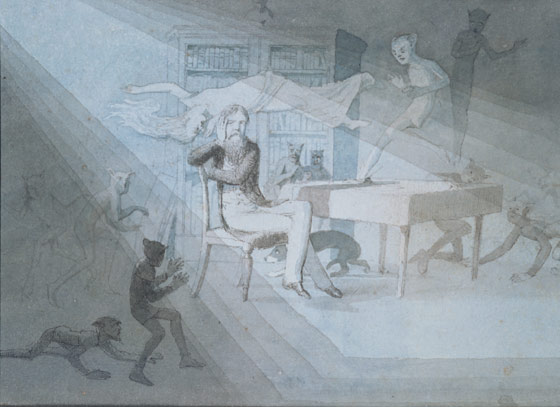
«Раздумья. Автопортрет» (1885-93)

Работал как художник-акварелист (изображая готические пейзажи и сказочных животных и фей) и книжный иллюстратор (в частности выполнил иллюстрации к произведениям Л. Кэрролла и Д. Дефо), а также архитектор (по его эскизам были созданы витражи в кафедральном соборе в Глазго). Дойл не был столь успешным художником, как он хотел, вследствие чего страдал депрессией и алкоголизмом, а его картины со временем становились всё более мрачными.

## Смерть
В 1881 Дойл был определён в дом престарелых Форден-Хаус, который специализировался на лечении алкоголизма. Там его депрессия усилилась, и он начал страдать эпилептическими припадками. После неудачной попытки побега он был отправлен в Королевский Психиатрический Центр (Монтроз, Шотландия), где он продолжал рисовать. Дойл умер в Крайтоновском Королевском институте в Дамфрисе в 1893 году.

## Наследие
В 1924 году Артур Конан Дойл организовал выставку своего отца в Лондоне. Посетивший выставку Бернард Шоу заявил, что творчество Дойла заслуживает отдельного зала в национальном музее. В настоящее время работы Чарлза Дойла хранятся в Библиотеке Хантингтона (Сан-Марино, Калифорния).

## В литературе
- В 1888 году Артур Конан Дойл опубликовал «Этюд в багровых тонах» с иллюстрациями Чарльза Дойла.
- В рассказе «Хирург с Гастеровских болот» (англ. The Surgeon of Gaster Fell, 1880) Конан Дойл поведал об обстоятельствах заключения Дойла-старшего в психиатрическую лечебницу.
- В рассказе «Его прощальный поклон» Холмс использует имя Олтемонт как псевдоним.